# Theobroma speciosum
Theobroma speciosum är en malvaväxtart som beskrevs av Carl Ludwig von Willdenow och Spreng.. Theobroma speciosum ingår i släktet Theobroma och familjen malvaväxter. Inga underarter finns listade i Catalogue of Life.